# Wells megye (Indiana)
Wells megye az Amerikai Egyesült Államokban, azon belül Indiana államban található. Megyeszékhelye és legnagyobb városa Bluffton. Lakosainak száma 28 180 fő (2020. április 1.). Wells megye Allen, Adams, Jay, Blackford, Grant és Huntington megyékkel határos.

## Népesség
A megye népességének változása:
| Lakosok száma | 27 660 | 27 724 | 27 718 | 27 814 | 27 964 | 28 180 |
|               | 2010   | 2011   | 2012   | 2013   | 2015   | 2020   |